# Таємниця чорного короля
Таємниця чорного короля  — радянський мультфільм Творчого об'єднання художньої мультиплікації студії Київнаукфільм. Режисерський дебют Давида Черкаського. Мультфільм було знято на замовлення як фільм-плакат з техніки пожежної безпеки.

## Нагороди
Заохочувальна премія "За найкращий дебют" на Міжнародному кінофестивалі у м. Мамайя, Румунія, 1964
.
На фестивалі відзначали, що "особливо вразив нас мультфільм з України, зроблений в жовто-чорних тонах, схожий на югославську мультиплікацію".

## Творча група
- Режисери: Давид Черкаський, Сергій Лялін
- Сценаристи: Олексій Замостьєв, Василь Замараєв
- Художник-постановник: Радна Сахалтуєв
- Композитор: Пилип Бриль
- Оператор: Анатолій Гаврилов
- Редактор: Тадеуш Павленко
- Художники-мультиплікатори: Едуард Кирич, А. Жуковський, Володимир Гончаров, Володимир Дахно, Ніна Чернова, Давид Черкаський, В. Дьомкін, Єфрем Пружанський
- Звукооператор: Ірина Чефранова

## Дивись також
- Фільмографія ТО художньої мультиплікації студії «Київнаукфільм»